# Katima Mulilo-Land
Katima Mulilo-Land (englisch Katima Mulilo Rural) ist ein Wahlkreis in der Region Sambesi im nordöstlichen Namibia.  
Der Wahlkreis Katima Mulilo-Land hat eine Gesamtbevölkerung von 23.000 Einwohnern (Stand 2023) auf einer Fläche von 1620 km². Er umgibt den gleichnamigen Wahlkreis Katima Mulilo Stadt (englisch Katima Mulilo Urban). Zum Kreis gehören außerdem die Orte Bukalo und Ngoma entlang der Nationalstraße B8 sowie Teile des Liambezisee. 

## Wahlen
| Wahl | Name            | Partei | Stimmenanteil |
| ---- | --------------- | ------ | ------------- |
| 1992 |                 |        |               |
| 1998 | Leonard Chaka   | SWAPO  | 92,1 %        |
| 2004 | Leonard Mwilima | SWAPO  | 73,7 %        |
| 2010 | Wardens Simushi | SWAPO  | 85,1 %        |
| 2015 | Wardens Simushi | SWAPO  | 83,4 %        |
| 2020 | Wardens Simushi | SWAPO  | 60,3 %        |